# П'єтро Лоренцетті
П'єтро Лоренцетті (1280, Сієна — 1348, Сієна) — італійський художник, представник Сієнської школи. У його доробку близько 80 робіт.

## Біографія
Народився у Сієна у 1280 році. Про батьків немає відомостей. Вочевидь належали до художників. Про молоді роки замало відомостей. Навчався у відомих на той час італійських малярів Дуччо ді Буонінсенья та Сімоне Мартіні. Спочатку працював під їхньою орудою у 1306—1310 роках.
Згодом, у 1310—1320 роках, виконував роботи у школі Джото, який на той час працював над фресками для Базиліка Сан-Франческо у м. Ассізі, Зокрема виконував сцени Страстей Христових. Водночас переходить на службу до кардинала Наполеона Орсіні.
У 1320 році робить свою першу замостійну роботу — поліптих у соборі П'єве ді Санта Марія в Ареццо. У 1329 році повертається до сієни. Тут працює разом з Джованні Пізано. З цьому часу практично не залишає рідного міста, виконуючи для його церков та соборів численні фрески. Лише у низки випадків виконував роботи у Флоренції, Пістойї. З кінця 1330—х років працював разом із братом Амброджо Лоренцетті.
Помер П'єтро Лоренцетті у 1348 році від чуми під час Чорної смерті.

## Творчість
Навчаючись у різних майстрів тогочасної Італії, об'єднав у своїй творчості різні техніки — сієнську традицію зі школами Пізано та Буонінсенья. Серед найбільш значущих робіт є «Мадонна з немовлям», «Святий Микола Барійський», «Ілля та янголи» (1329 рік), фрески для лікарні Санта Марія дела Скала (1335 рік), «Образ Пресвятої Смирення» для церкви у Флоренції, «Мадонна з немовлям на троні сере янголів» для собору у Пістойї(1340 рік). Визначним доробком є триптих «Різдво Марії» для сієнського собору, написаний у 1342 році.
Особливістю техніки П'єтро Лоренцетті є представлення сакральних подій так, ніби вони відбуваються у сучасних йому умовах. Підкреслював трагічну гостроту подій, поєднуючи з ніжністю образів.